# Голд Хил (Орегон)
Голд Хил (енгл. Gold Hill) град је у америчкој савезној држави Орегон.

## Демографија
По попису из 2010. године број становника је 1.220, што је 147 (13,7%) становника више него 2000. године.
| Група             | 2000.         | 2010.         |
| Белци             | 1.004 (93,6%) | 1.123 (92,0%) |
| Афроамериканци    | 1 (0,1%)      | 2 (0,2%)      |
| Азијати           | 1 (0,1%)      | 6 (0,5%)      |
| Хиспаноамериканци | 36 (3,4%)     | 33 (2,7%)     |
| Укупно            | 1.073         | 1.220         |